# Sidekick (televisieserie)
Sidekick is een Canadese animatieserie van animatiestudio Nelvana.
In 2010 werd de serie voor het eerst uitgezonden op de zender YTV. Een jaar later verscheen de serie op Cartoon Network.

## Verhaallijn
De serie gaat over de twaalfjarige Eric Needles. Hij is de sidekick van superheld Maxum Man, maar heeft meer interesse in rondhangen met zijn beste vriend Trevor. Wanneer Maxum Man echter verdwijnt moet Eric diens rol als beschermer van de planeet overnemen.